# セドリック・プライス
セドリック・プライス FRIBA （Cedric Price、1934年9月11日-2003年8月10日）は、英国の建築家。都市計画家、都市構想家。また建築界に影響を与える教師兼ライターとしても活躍。 
スタッフォードシャーのストーン生まれで、父は、ハリー・ウィードンと協働していた建築家のAGプライス。 
ケンブリッジ大学 （ セント・ジョーンズ・カレッジは 1955年に卒業）とロンドン のAAスクールで建築を学ぶ。彼が出会い、影響を受けたのは、モダニズム建築家であり都市計画家であるアーサー・コーンであった。  
卒業後、プライスはマックスウェル・フライとジェーン・ドリューのパートナーシップであるアーノ・ゴールドフィンガー社や デニス・ラスダンの元で短時間勤務する。1958年から1964年まで、彼はAAスクール と工業デザインカウンシルで非常勤講師を務めた。 彼は後に建築学校ネットワークであるポリアークを設立。 
1960年には独立して建築実務を開始するが、その間にはプロのイラストレーターとして短時間従事しながらロンドン・カウンティカウンシルの建築ポストに応募。そしてスノードン伯爵とフランク・ニュービーと協力して、 ロンドン動物園の鳥小屋 （1961）のデザインに携わる。  彼は後にクラバートン・ドームでバックミンスター・フラーとも協働した。 
彼のより注目に値するプロジェクトの1つとして知られる、イーストロンドンを舞台としたファン・パレス （1961）  は演出家のジョーン・リトルウッドと共同で構想がなされた。 発表後その柔軟なスペース理念は他の建築家、特にリチャード・ロジャースとレンゾ・ピアノのパリ・ポンピドゥーセンターなどに影響を与えた。 ロンドン ケントタウン のインターアクションセンター（1971）で、そのアイデアの多くをより控えめな規模で拡張し利用している。  
建築と教育を、特にスタッフォードシャー北部のストーク＝オン＝トレント地域（「シンクベルト」プロジェクト）での経済再開発を推進する方法として活用するという考えを思いついた後、彼は引き続き同地域の計画立案に貢献。 Think-Belt（1963–66）は、廃墟となった鉄道線を移動する「高等教育施設」として再利用することを想定し、ストーク＝オン＝トレントを科学技術の中心地として再建した。 移動式の教室、実験室、住宅のモジュールは、必要に応じてグループ化して組み立てることが可能。  
1969年、プランナーのサー ピーター・ホールとニューソサエティ誌の編集者ポール・バーカーとともに、計画の正統性に挑戦する試みであるNon-planを出版。 
1984年、プライスはロンドンのサウスバンクの再開発を提案の一環で、 テムズ川で巨大な観覧車を建設することを提案してロンドン・アイを予見した。 
女優のエレノア・ブロンのパートナーだったプライスは、2003年にロンドンで68歳で死去した。 